# Top Gunner (film)
Ne doit pas être confondu avec Top Gun (film).
Pour plus de détails, voir Fiche technique et Distribution.
Top Gunner est un film d'action américain réalisé par Daniel Lusko et produit par The Asylum, sorti en 2020.
Deux suites, intitulées Top Gunner: Danger Zone (2022) et Top Gunner: Battle of the Atlantic (2023) sont parues.

## Synopsis
Un commando de l’armée de terre américaine dirigé par Lassen s’empare d’une arme biologique de destruction massive conçue par l’armée russe. Poursuivis par les soldats russes, ils parviennent à abattre leurs poursuivants et s’enfuir avec leur butin, mais leur avion à décollage vertical est touché au décollage. Dès qu’ils ont quitté l'espace aérien ennemi, ils cherchent un endroit sûr pour faire un atterrissage d'urgence. Le seul endroit contrôlé par les forces américaines qu’ils trouvent est une base d'entraînement de l'US Air Force isolée en plein désert du Mexique, commandée par le colonel Herring. Le problème est que toute la garnison est en congés, sauf le colonel, son sergent instructeur et trois cadets qui s’entraînent sur F/A-18 Hornet pour devenir pilotes de chasse. Lassen se doute que les Russes vont attaquer en force pour reprendre leur agent viral mortel à tout prix, et demande à Herring son aide pour les repousser. Les deux groupes de militaires américains, aviateurs et soldats, vont unir leurs forces pour combattre les Russes dans les airs et au sol.

## Distribution
- Eric Roberts : Colonel Herring
- Carol Anne Watts : Lieutenant Brown
- Julian Cavett : Lieutenant Spielman
- Bodhi Rader : Captain Alan Cushing
- Matthew Blood-Smyth : Oleg[1]
- Ignacyo Matynia : Marcus
- Sarah H. Wilkinson : Rapp
- Reavis Dorsey : Lassen
- Buck Burns : Oliver
- Shayne Hartigan : Barret
- Dylan Wisneski : Kelley
- Tamas Nadas : Boris
- Andreï Prokopenko : Opérateur radio
- Daniel Lusko : Homme d’Hazmat #1
- Philip Seeger : Homme d’Hazmat #2
- Micah Lundquist : Le Top Gun[2]

## Production
Le film est sorti en DVD, Blu-ray et vidéo à la demande (VOD) le 22 novembre 2021.
Ce film produit par The Asylum est un mockbuster monté pour profiter de l'annonce de la sortie de Top Gun: Maverick, la suite de Top Gun (1986) avec Tom Cruise. Maverick devait initialement sortir en salles aux États-Unis le 26 juin 2020, ce qui a motivé la mise en chantier de Top Gunner pour une sortie prévue elle aussi en juin 2020, mais la sortie de Maverick a été reportée plusieurs fois en raison de la pandémie de Covid-19 en cours : de juin à décembre 2020, puis à 2021 avant que le film ne sorte finalement en 2022. En raison de ces nombreux retards, Top Gunner sort quand même en VOD en juin 2020, ses producteurs n'ayant pas les moyens financiers de repousser la sortie. Le mockbuster est donc sorti en deux ans avant la sortie du film dont il était censé tirer profit.

### Tournage
Le film a été tourné aux États-Unis, au Nouveau-Mexique,.

## Autour du film

### Série de films
En raison des retards continus de la sortie de Top Gun: Maverick, ce premier mockbuster a été suivi par un deuxième : Top Gunner: Danger Zone. Celui-ci est sorti en 2022, dans le sillage de Maverick.
Un troisième volet avec toujours Eric Roberts, intitulé Top Gunner: Battle of the Atlantic est sorti en 2023.